# Углы (Ровненская область)
Углы (укр. Угли) — село, входит в Кричильский сельский совет Сарненского района Ровненской области Украины.
Население по переписи 2001 года составляло 241 человек. Почтовый индекс — 34530. Телефонный код — 3655. Код КОАТУУ — 5625483407.

## Местный совет
34530, Ровненская обл., Сарненский р-н, с. Кричильск, ул. Шевченко, 142.